# Roche Longue
Pour les articles homonymes, voir Pierre Longue.
La Roche Longue est un menhir situé à Saint-Marcan dans le département français d'Ille-et-Vilaine.

## Description
C'est un bloc de granite en forme de pyramide à quatre faces irrégulières. Il mesure 2,86 m de haut sur 1,88 m dans sa plus grande largeur avec une épaisseur maximale de 0,90 m.